# Cryptocarya murrayi
Cryptocarya murrayi là loài thực vật có hoa trong họ Nguyệt quế. Loài này được F.Muell. miêu tả khoa học đầu tiên năm 1866.